# Kaplica św. Jana Ewangelisty w Kurowie Braniewskim
Kaplica św. Jana Ewangelisty w Kurowie Braniewskim – kaplica rzymskokatolicka w Kurowie Braniewskim w województwie warmińsko-mazurskim, kaplica filialna parafii Nawiedzenia Najświętszej Maryi Panny w Błudowie.

## Historia kaplicy
Około 1920 roku przez niemieckich mieszkańców Kurowa Braniewskiego do budynku mieszkalnego została dobudowana kaplica. Niegdyś na terenach tej miejscowości znajdował się również cmentarz, lecz groby zostały wykopane i w tym miejscu cmentarza znajduje się współcześnie lasek. W miejscowości Kurowo Braniewskie znajdują się ponadto dwie kapliczki oraz dwa krzyże.